# Час Роботи
Час роботи (англ. Running Time) — незалежний фільм автором, продюсером і режисером якого є Джош Бекер. Фільм був знятий в реальному часі, без монтажу на чорно-білу плівку.

## Сюжет
Карл отримує дострокове звільнення і тільки він переступае поріг в'язниці, то негайно приєднуеться до своїх колишніх товаришів по пограбуванням. З ними він вирішує пограбувати тюремну пральню, в якій пропрацював п'ять з десяти років свого ув'язнення.

## У ролях
- Брюс Кемпбелл — Карл
- Джеремі Робертс — Патрік
- Аніта Берон — Джені
- Вільям Стенфорд Девіс — Базз
- Гордон Дженнісон Нойс — Донні
- Арт ЛаФлер — начальник в'язниці
- Дена Крейг — містер Мюллер
- Кертіс Тейлор — тюремник
- Бріджіт Хоффман — реєстратор
- Жуль Дежарле — лахмітник
- Девід Кірквуд — охоронець
- Джеймс Роуз — Fake Shemp
- Батч — Fake Shemp
- Пол Харріс — Fake Shemp
- Джек Перез — Fake Shemp
- Елізабет Ріхтер — Fake Shemp
- Джоренз Кампо — Fake Shemp
- Патрік Кампо — Fake Shemp
- Лейн Тейлор — Fake Shemp
- Ті Хамфрі — Fake Shemp
- Крейг Сенборн — Fake Shemp / наркодилер
- Джейн Джоі — Fake Shemp / сусід
- Джош Бекер — наркодилер (озвучка, в титрах не вказаний)